# خشبية (فطر)
خشبية (الاسم العلمي: Xylaria)، جنس فطريات من فطريات زقية التي تنمو بشكل شائع على الخشب الميت. يأتي الاسم من الكلمة اليونانية xýlon التي تعني الخشب (نسيج وعائي خشبي).
أكثر الأنواع شيوعًا في الجنس هُما خشبية تحت الخشب وفطر أصابع الرجل الميت.